# Grégory Sciaroni
Grégory Sciaroni (* 7. April 1989 in Bellinzona) ist ein ehemaliger Schweizer Eishockeyspieler und derzeitiger -trainer, der im Verlauf seiner aktiven Karriere zwischen 2005 und 2024 unter anderem annähernd 750 Spiele für den HC Ambrì-Piotta, HC Davos, SC Bern und HC Ajoie in der Schweizer National League bestritten hat. Mit Davos und Bern gewann er insgesamt dreimal die Schweizer Meisterschaft.

## Karriere
Sciaroni debütierte während der Saison 2006/07 für seinen Stammverein HC Ambrì-Piotta in der National League A (NLA). 2009 wechselte er ins Bündnerland zum HC Davos und wurde dort auch Nationalspieler. Mit dem HCD gewann er 2011 und 2015 den Meistertitel, im Dezember 2011 trug er zum Erringen des Spengler Cups bei. Mit Davos spielte er darüber hinaus in der Champions Hockey League.
Im Anschluss an die Saison 2017/18 kehrte er Davos, wo er als Spieler mit Kampfgeist, aber ebenso durch Verletzungen in Erinnerungen blieb, den Rücken und wechselte zum SC Bern. Zur Saison 2022/23 unterzeichnete er einen Einjahresvertrag beim HC Ajoie, den er später um ein weiteres Jahr verlängerte. Nach der Saison 2023/24 beendete er seine Karriere und wechselte in den Trainerstab des Clubs.

### International
Im U18-Bereich spielte Sciaroni für die Schweiz bei der Weltmeisterschaft der Top-Division 2007. Mit der Schweizer U20-Auswahl nahm er zunächst 2007 und 2008 ebenfalls an den Weltmeisterschaften der Top-Division teil. Nach dem Abstieg holte er dann bei der Weltmeisterschaft 2009 Gold in der Division I, die im schweizerischen Herisau ausgetragen wurde, so dass der sofortige Wiederaufstieg gelang. Er selbst wurde als bester Stürmer des Turniers ausgezeichnet und erzielte gemeinsam mit dem Weißrussen Ihar Rewenka auch die zweitmeisten Tore nach dessen Landsmann Sjarhej Drosd. 
Nach seinen Spielen im Juniorenbereich wurde er auch in die Herrennationalmannschaft berufen, kam aber zu keinem Einsatz bei einem großen Turnier.

## Erfolge und Auszeichnungen
| - 2011 Schweizer Meister mit dem HC Davos - 2011 Spengler-Cup-Gewinn mit dem HC Davos - 2015 Schweizer Meister mit dem HC Davos | - 2019 Schweizer Meister mit dem SC Bern - 2021 Schweizer Cupsieger mit dem SC Bern |

### International
- 2009 Aufstieg in die Top-Division bei der U20-Weltmeisterschaft der Division I, Gruppe A
- 2009 Bester Stürmer bei der Weltmeisterschaft der U20-Weltmeisterschaft der Division I, Gruppe A